# Tyczka geodezyjna

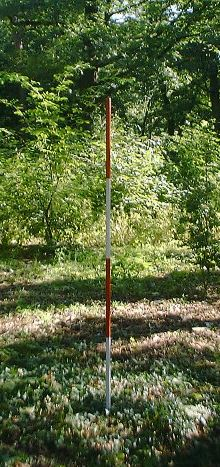
Tyczka geodezyjna

Tyczka geodezyjna (także: tyczka miernicza) – wykonana z drewna lub metalu o długości 2 metrów, pomalowana w biało-czerwone poziome pasy o szerokości 20 cm, 25 cm lub 50 cm. U dołu jest zakończona grotem (ostrzem, spinem) dla ułatwienia wbicia jej w ziemię. Tyczki mogą być składane. Służą do oznaczania punktu w terenie, aby były widoczne z dużej odległości.